# Tofta Ítróttarfelag B68
Tofta Ítróttarfelag B68, ofta förkortat B68 eller B68 Toftir, är en färöisk fotbollsklubb från Toftir som grundades 1968.

## Meriter
- Inhemska mästare:[1]
  - Vinnare (3): 1984, 1985, 1992
- Färöiska cupen:[2]
  - Vinnare (0): –
  - Finalister (1): 1995

## Placering tidigare säsonger
| Säsong | Nivå | Liga            | Placering | Webbplats | Kommentar                      |
| ------ | ---- | --------------- | --------- | --------- | ------------------------------ |
| 2010   | 1    | Vodafonedeildin | 7         | [ 3 ]     |                                |
| 2011   | 1    | Vodafonedeildin | 6         | [ 4 ]     |                                |
| 2012   | 1    | Effodeildin     | 9         | [ 5 ]     | Nedflyttad till 1. deild       |
| 2013   | 2    | 1. deild        | 1         | [ 6 ]     | Uppflyttad till Premier League |
| 2014   | 1    | Effodeildin     | 10        | [ 7 ]     | Nedflyttad till 1. deild       |
| 2015   | 2    | 1. deild        | 2         | [ 8 ]     | Uppflyttad till Premier League |
| 2016   | 1    | Effodeildin     | 10        | [ 9 ]     | Nedflyttad till 1. deild       |
| 2017   | 2    | 1. deild        | 4         | [ 10 ]    |                                |
| 2018   | 2    | 1. deild        | 4         | [ 11 ]    |                                |
| 2019   | 2    | 1. deild        | 5         | [ 12 ]    |                                |
| 2020   | 2    | 1. deild        | 4         | [ 12 ]    | Uppflyttad till Premier League |
| 2021   | 1    | Betrideildin    | 8         | [ 13 ]    |                                |
| 2022   | 1    | Betrideildin    | 6         | [ 14 ]    |                                |
| 2023   | 1    | Betrideildin    | 7         | [ 15 ]    |                                |
| 2024   | 1    | Betrideildin    | 8         | [ 16 ]    |                                |

### Fotnoter
1. ↑  http://www.rsssf.com/tablesf/farchamp.html
2. ↑  http://www.rsssf.com/tablesf/farcuphist.html
3. ↑  http://www.rsssf.com/tablesf/far2010.html
4. ↑  http://www.rsssf.com/tablesf/far2011.html
5. ↑  http://www.rsssf.com/tablesf/far2012.html
6. ↑  http://www.rsssf.com/tablesf/far2013.html#1d
7. ↑  http://www.rsssf.com/tablesf/far2014.html
8. ↑  http://www.rsssf.com/tablesf/far2015.html#1d
9. ↑  http://www.rsssf.com/tablesf/far2016.html
10. ↑  http://www.rsssf.com/tablesf/far2017.html#1d
11. ↑  http://www.rsssf.com/tablesf/far2018.html#1d
12. 1 2  http://www.rsssf.com/tablesf/far2019.html#1d
13. ↑  http://www.rsssf.com/tablesf/far2021.html
14. ↑  http://www.rsssf.com/tablesf/far2022.html
15. ↑  http://www.rsssf.com/tablesf/far2023.html
16. ↑  http://www.rsssf.com/tablesf/far2024.html